# Воинское кладбище № 95 (Стружувка)
 Памятник культуры Малопольского воеводства: регистрационный номер А-609 от  22 декабря 1989 года.
Воинское кладбище № 95 — Стружувка (пол. Cmentarz wojenny nr 95 - Stróżówka) — воинское кладбище, находящееся в окрестностях села Стружувка, Горлицкий повят, Малопольское воеводство. Кладбище входит в группу Западногалицийских воинских захоронений времён Первой мировой войны. На кладбище похоронены военнослужащие Австрийской, Германской и Российской армий, погибшие во время Первой мировой войны в мае 1915 года. Памятник Малопольского воеводства.

## История
Кладбище было построено Департаментом воинских захоронений К. и К. военной комендатуры в Кракове в 1915 году по проекту австрийского архитектора Ганса Майра. На кладбище площадью 215 квадратных метра находится 14 братских и 2 индивидуальных могил, в которых похоронены 22 австрийских, 43 германских и 28 русских солдат. На кладбище также похоронены 39 военнослужащих, национальная принадлежность которых не установлена.
22 декабря 1989 года кладбище было внесено в реестр памятников Малопольского воеводства (№ А-609).

## Описание
Кладбище окружено низким каменным ограждением с трёх сторон. Передняя часть огорожена низким металлическим ограждением с входом. На противоположной стене от входа находится стена с двухскатным памятником, увенчанным крестом.
Могилы расположены двумя параллельными рядами. Надмогильные памятники имеют форму латинского и лотарингского крестов. Некоторые надмогильные памятники имеют форму стелы.

## Источник
- Oktawian Duda: Cmentarze I wojny światowej w Galicji Zachodniej. Warszawa: Ośrodek Ochrony Zabytkowego Krajobrazu, 1995. ISBN 83-85548-33-5.
- Roman Frodyma: Galicyjskie cmentarze wojenne, tom I. Beskid niski i Pogórze. Warszawa — Pruszków: Oficyna Wydawnicza «Rewasz», 1995, s. 65. ISBN 83-85557-20-2.